# Acampsis granulata
Acampsis granulata är en stekelart som beskrevs av Van Achterberg och Austin 1992. Acampsis granulata ingår i släktet Acampsis och familjen bracksteklar. Inga underarter finns listade i Catalogue of Life.